# Яковлев, Пётр Яковлевич
Пётр Яковлевич Яковлев (литературный псевдоним Петĕр Яккусен, 1950—2021) — советский и российский поэт, языковед, переводчик; кандидат филологических наук (1990), доцент (1996).
Автор многих научных трудов, в том числе монографии «Фонетика и фонология чувашского языка» и учебника для вузов по чувашской фонетике «Чăваш фонетики».

## Биография
Родился 26 августа 1950 года в деревне Оба-Сирма Красноармейского района Чувашской АССР.
По окончании Большешатьминской средней школы, поступил на историко-филологический факультет Чувашского государственного университета им. И. Н. Ульянова. В 1968—1970 годах служил в Советской армии.
После окончания вуза по распределению работал учителем, был заместителем директора по учебно-воспитательной работе в сельских школах. С 1975 года — младший научный сотрудник Научно-исследовательского института языка, литературы, истории и экономики при Совете министров Чувашской АССР (ныне Чувашский государственный институт гуманитарных наук). В 1983—2000 годах являлся преподавателем, доцентом Чувашского государственного университета. В 1989 году в Уфе защитил кандидатскую диссертацию на тему «Словесное ударение в чувашском языке».
В 2000—2007 годах П. Я. Яковлев — сотрудник Института перевода Библии (Москва). Вернувшись на родину, с 2007 года был доцентом, с 2009 года — деканом факультета культуры Чувашского государственного института культуры и искусств. С 2012 года — старший научный сотрудник секции языкознания филологического направления Чувашского государственного института гуманитарных наук. Являлся членом Межведомственной комиссии по чувашскому языку Чувашской Республики и председателем её орфографической подкомиссии с 2016 года.
Свои первые стихи Пётр Яковлевич опубликовал в 1967 году, и с тех пор его произведения издавались в коллективных сборниках, газетах и журналах. Также он являлся автором книг детской прозы. Член Союза писателей СССР с 1986 года.
Умер 7 января 2021 года в Чебоксарах.

## Награды
- Заслуженный работник культуры Чувашской Республики (2020).
- Почётная грамота Министерства культуры, по делам национальностей и архивного дела Чувашской Республики (2015).
- Юбилейная медаль «За воинскую доблесть» и медаль «В ознаменование 100-летия со дня рождения Владимира Ильича Ленина»[4].